# Comuna Valea Doftanei, Prahova
Valea Doftanei (în trecut, Teșila) este o comună în județul Prahova, Muntenia, România, formată din satele Teșila (reședința) și Trăisteni.
Comuna își trage numele de la râul omonim care o traversează. Acesta izvorăște din munții Baiului de la o altitudine de 1260 metri, din Pasul Predeluș, și străbate comuna în lungul acesteia, pe o direcție Nord-Sud, pe o distanță de 30 kilometri, pentru ca în partea de sud a ei să formeze lacul de acumulare Paltinu.

## Așezare
Comuna Valea Doftanei este situată în partea de nord-vest a județului Prahova, la poalele Munților Baiului și Grohotiș (masivele cele mai vestice ale grupei Curburii din cadrul Carpaților Orientali), în zona cursului superior al râului Doftana, de la care își trage și denumirea. Este deservită de șoseaua județeană DJ102I, care o leagă spre sud de comuna Șotrile și de municipiul Câmpina, unde se termină în DN1. La nord de Trăisteni, această șosea se continuă cu un drum forestier, dar un proiect al Consiliului Județean Prahova vizează continuarea acestui drum până la Săcele (județul Brașov), de cealaltă parte a Carpaților Orientali. Din DJ102I, la Teșila, se ramifică DJ101S care duce spre Secăria și Comarnic (unde se termină tot în DN1), și DJ101T, un drum nemodernizat, care duce, prin păduri, către Bertea.

## Demografie
Componența etnică a comunei Valea Doftanei
     Români (90,59%)
     Alte etnii (0,32%)
     Necunoscută (9,1%)
Componența confesională a comunei Valea Doftanei
     Ortodocși (90,24%)
     Alte religii (0,39%)
     Necunoscută (9,38%)
Conform recensământului efectuat în 2021, populația comunei Valea Doftanei se ridică la 5.706 locuitori, în scădere față de recensământul anterior din 2011, când fuseseră înregistrați 6.162 de locuitori. Majoritatea locuitorilor sunt români (90,59%), iar pentru 9,1% nu se cunoaște apartenența etnică. Din punct de vedere confesional, majoritatea locuitorilor sunt ortodocși (90,24%), iar pentru 9,38% nu se cunoaște apartenența confesională.

## Politică și administrație
Comuna Valea Doftanei este administrată de un primar și un consiliu local compus din 15 consilieri. Primarul, Lucian-Vileford Costea[*], de la Partidul Social Democrat, este în funcție din octombrie 2020. Începând cu alegerile locale din 2024, consiliul local are următoarea componență pe partide politice:
|  | Partid                          | Consilieri | Componența Consiliului | Componența Consiliului | Componența Consiliului | Componența Consiliului | Componența Consiliului | Componența Consiliului | Componența Consiliului | Componența Consiliului | Componența Consiliului |
|  | ------------------------------- | ---------- | ---------------------- | ---------------------- | ---------------------- | ---------------------- | ---------------------- | ---------------------- | ---------------------- | ---------------------- | ---------------------- |
|  | Partidul Social Democrat        | 9          |                        |                        |                        |                        |                        |                        |                        |                        |                        |
|  | Alianța pentru Unirea Românilor | 3          |                        |                        |                        |                        |                        |                        |                        |                        |                        |
|  | Partidul Național Liberal       | 2          |                        |                        |                        |                        |                        |                        |                        |                        |                        |
|  | Alianța Dreapta Unită           | 1          |                        |                        |                        |                        |                        |                        |                        |                        |                        |

## Istorie
Satul Teșila a fost atestat documentar în anul 1538, iar moșia Teșila a fost înfeudată Mănăstirii Mărgineni. Satul Trăisteni a fost atestat documentar în anul 1605 iar moșia a fost înfeudată Mănăstirii Sinaia. 
Calea de legătură dintre satele comunei și exterior erau potecile spre Transilvania prin Pasul Predeluș, respectiv un drum către Secăria și Comarnic și un altul către Bertea și Slănic. 
În perioada interbelică, comuna purta numele de Teșila, făcea parte din plaiul Peleșul al județului Prahova, și era formată din satele Teșila, Prislopul, Negrașul și Trestieni (veche denumire a satului Trăisteni), totalizând o populație de 2816 locuitori. În comună, funcționau pe râul Doftana 4 pive, 7 mori (din care 2 făcăuri), 11 fierăstraie (din care 3 circulare) și o dârstă. De asemenea, în comună existau și o școală și două biserici ortodoxe — una în Trăisteni, înființată în 1724 de Constantin Cuculeată și alta în Teșila, zidită de Bucur Săvulescu în 1878. În 1925, Anuarul Socec atestă comuna Teșila cu satele Teșila, Trestieni și Vatra-Satului, cu 3268 de locuitori. La sfârșitul perioadei interbelice, comuna era arondată plășii Sinaia din județul Prahova. Din 1950 pana in 1952 comuna Trăisteni a apartinut de raionul Sinaia, regiunea Prahova. La reforma administrativă din 1952, comuna a trecut la raionul Câmpina din regiunea Prahova și apoi (după 1952) din regiunea Ploiești. În 1968 comunele Tesila si Traisteni au fost unite sub numele de comuna Valea Doftanei, facand parte din județul Prahova, reînființat prin reforma administrativa din acel an.

## Monumente istorice
Zece obiective din comuna Valea Doftanei sunt incluse în lista monumentelor istorice din județul Prahova ca monumente de interes local, toate fiind clasificate ca monumente de arhitectură: două case din 1920 din satul Teșila; ansamblul rural (sfârșitul secolului al XIX-lea–începutul secolului al XX-lea); gospodăria de oier Frusina Roșca (sfârșitul secolului al XIX-lea), ansamblu alcătuit din casă și anexe (saivan, bucătărie de vară, grajd și fânar); casele Constantin Bran (1868), Ibrian Gh. Pompiliu (1928), Ion Pochișna (1900), Maria Cârstea (1928) și Luxandra Neagu (1930); și ruinele bisericii „Sfinții Voievozi” (mijlocul secolului al XIX-lea) aflat în cimitir (ultimele opt, toate în satul Trăisteni).